# シャルル・デ・ケテラーレ
- シャルル・デ・ケテラーレ
- シャルル・デ・ケトラーレ
- シャルル・ド・ケトラエル
- シャルル・デ・ケテラー
- チャールス・デ・ケテラエル
- チャールス・デ・ケテラエレ
- チャールズ・デ・ケテライア
- シャルレ・デ・ケーテラーレ

シャルル・デ・ケテラーレ（Charles De Ketelaere, 2001年3月10日 - ）は、ベルギー・ウェスト＝フランデレン州ブルッヘ出身のサッカー選手。セリエA・アタランタBC所属。ポジションはMF。ベルギー代表。
日本のメディアでは、チャールズ・デ・ケテラエルと紹介されることが多いが、オランダ語、フラマン語、フランス語、ベルギー・フランス語などの発音の関係で、他にもシャルル・デ・ケテラーレ、チャールス・デ・ケテラエレ、チャールス・デ・ケテラエル、シャルル・ド・ケトラエル、シャルル・デ・ケトラーレ、チャールズ・デ・ケテライア、シャルル・デ・ケテラーなど多数ある。
本人の発音によると「シャルレ・デ・ケーテラーレ」が最も近い。

## 経歴

### クラブ・ブルッヘ
ブルッヘ出身。7歳の時に地元のクラブ・ブルッヘのユースアカデミーに入所。2019年にトップチームに昇格。9月25日のベルギーカップのアマチュアリーグのチームとの対戦でプロデビュー。11月22日のKVオーステンデ戦でリーグ戦初出場。2020年3月1日のKRCヘンク戦ではプロ初ゴールを決め、試合も2-1で勝利。2020-21シーズンは先発に定着し、「ベルギーサッカー界の次世代を担う逸材」として注目を集める。更に同年12月にはACミランが、デ・ケテラエルの獲得を検討していると報じられた。

### ACミラン
2022年8月2日、ACミランへ正式に移籍した。同年8月13日、第1節ウディネーゼ戦にて後半71分、ブライム・ディアスと交代でセリエAデビューを飾った。

### アタランタ
2023年8月16日、アタランタBCへの買取オプション付きで2024年6月30日までのローン移籍が発表された。
2024年6月16日、クラブでの50試合14G11A、ヨーロッパリーグ優勝とセリエAトップ4入りに貢献したことによりアタランタへの完全移籍が発表された。

## 代表経歴
2017年から各ユース世代のベルギー代表に随時招集。2020年11月にはフル代表に初招集。11日のスイスとの親善試合で、試合終了間際にトルガン・アザールとの交代で起用され、フル代表デビューを果たした。

## 個人成績
2024年5月27日現在
| クラブ           | シーズン | リーグ       | リーグ | リーグ | カップ | カップ | リーグカップ | リーグカップ | 国際大会 | 国際大会 | その他 | その他 | 通算 | 通算 |
| クラブ           | シーズン | ディビジョン | 出場   | 得点   | 出場   | 得点   | 出場         | 得点         | 出場     | 得点     | 出場   | 得点   | 出場 | 得点 |
| ---------------- | -------- | ------------ | ------ | ------ | ------ | ------ | ------------ | ------------ | -------- | -------- | ------ | ------ | ---- | ---- |
| ブルッヘ         | 2019-20  | プロ・リーグ | 13     | 1      | 6      | 1      | —            | —            | 6        | 0        | —      | —      | 25   | 2    |
| ブルッヘ         | 2020-21  | プロ・リーグ | 38     | 3      | 1      | 0      | —            | —            | 7        | 2        | —      | —      | 46   | 5    |
| ブルッヘ         | 2021-22  | プロ・リーグ | 39     | 14     | 3      | 4      | 1            | 0            | 6        | 0        | —      | —      | 49   | 18   |
| ブルッヘ         | 通算     | 通算         | 90     | 18     | 10     | 5      | 1            | 0            | 19       | 2        | 0      | 0      | 120  | 25   |
| ミラン           | 2022-23  | セリエA      | 32     | 0      | 1      | 0      | 1            | 0            | 6        | 0        | —      | —      | 40   | 0    |
| アタランタ(loan) | 2023-24  | セリエA      | 34     | 10     | 4      | 2      | —            | —            | 11       | 2        | —      | —      | 49   | 14   |
| 総通算           | 総通算   | 総通算       | 156    | 28     | 15     | 7      | 2            | 0            | 36       | 2        | 0      | 0      | 209  | 39   |

## 代表歴

### 出場大会
- ベルギー代表
  - 2022 FIFAワールドカップ

### 試合数
- 国際Aマッチ 14試合 2得点（2020年-）[13]

| ベルギー代表 | 国際Aマッチ | 国際Aマッチ |
| 年           | 出場        | 得点        |
| ------------ | ----------- | ----------- |
| 2020         | 1           | 0           |
| 2021         | 3           | 1           |
| 2022         | 7           | 0           |
| 2023         | 3           | 1           |
| 2024         |             |             |
| 通算         | 14          | 2           |